# Nieuwstraat 9 (Baarn)
De vrijstaande woning aan de Nieuwstraat 9 is een gemeentelijk monument in Baarn in de provincie Utrecht.
Het huis lijkt erg op het huis ernaast, Nieuwstraat 7. In de top van de voorgevel is een makelaar aangebracht.

## Aanbouw
Het deel achter de serre is waarschijnlijk in 1892 aangebouwd. De serre is in 1904 toegevoegd. De stijlen en de daklijst van de serre zijn gedetailleerd uitgewerkt.